# NGC 1506
NGC 1506 ist eine Elliptische Galaxie vom Hubble-Typ E/S0 im Sternbild Dorado am Südsternhimmel. Sie ist schätzungsweise 452 Millionen Lichtjahre von der Milchstraße entfernt und hat einen Durchmesser von etwa 165.000 Lichtjahren.
Im selben Himmelsareal befinden sich u. a. die Galaxien IC 2021, IC 2023, IC 2028, IC 2029.
Das Objekt wurde am 23. Dezember 1837 vom britischen Astronomen John Herschel entdeckt.